# Pálfy Ferenc
Pálfy Ferenc (Marosvásárhely, 1912. október 18. – Kolozsvár, 1971. május 2.) erdélyi magyar mezőgazdasági szakíró.

## Életpályája
Középiskoláit Kolozsvárt, a Római Katolikus Főgimnáziumban végezte (1929), majd az I. Ferdinánd Egyetemen szerzett természettudományi oklevelet (1934). 1936–45 között a csíkszeredai Római Katolikus Főgimnáziumban, 1945–48 között a Bolyai Tudományegyetemen tanított; 1948-tól haláláig a kolozsvári Mezőgazdasági Főiskola tanára.

## Munkássága
Cikkei, főleg a növénytermesztés köréből, a Dolgozó Nő, Falvak Dolgozó Népe, Korunk, Tanügyi Újság hasábjain jelentek meg. Fordítóként közreműködött a Tudomány- és Kultúraterjesztő Társaság számos népszerűsítő kiadványa magyar változatának kiadásában; 1956-tól a Mezőgazdasági és Erdészeti Állami Kiadó szaklektora, több kiadványának (neve megjelölése nélkül) fordítója.
Önálló ismeretterjesztő munkái: 
- A napfény a növény erőforrása (1956)
- Hogyan csírázik a mag? (1956)
- A jól táplált növény többet terem (1957 = Mezőgazdasági Könyvtár 1. sz.)
- Serkentőanyagok és gyomirtó vegyszerek a növénytermesztés szolgálatában (1956; társszerző Illyés György)